# 勒维塞勒
勒维塞勒（法語：Le Vicel，法語發音：[lə visɛl]）是法国芒什省的一个市镇，属于瑟堡区。

## 地理
勒维塞勒（49°38'5"N, 1°18'36"W）面积4.74 平方千米，位于法国诺曼底大区芒什省，该省份为法国西北部沿海省份，西、北、东北三面环大西洋，东起顺时针与卡爾瓦多斯省、奧恩省、马耶讷省和伊勒-维莱讷省接壤。
与勒维塞勒接壤的市镇（或旧市镇、城区）包括：瓦尔康维尔、安娜维尔昂赛尔、拉佩尔内勒、勒瓦。

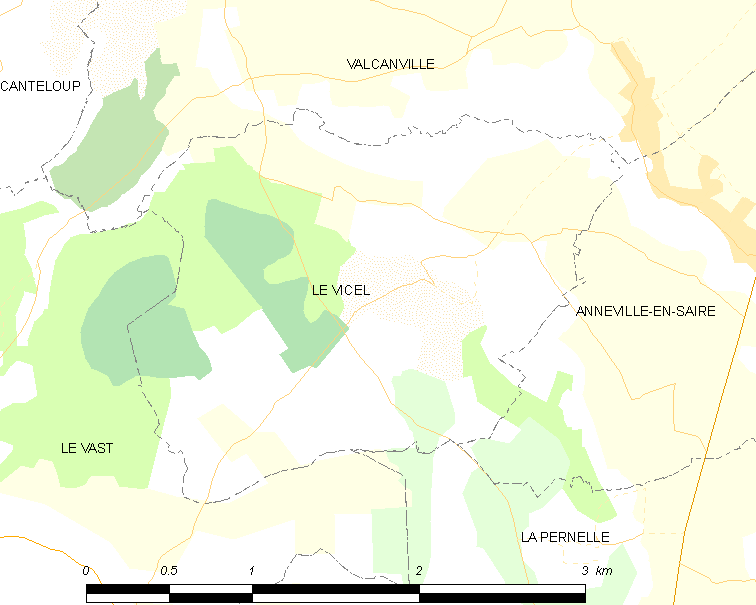
勒维塞勒的OSM定位图

勒维塞勒的时区为UTC+01:00、UTC+02:00（夏令时）。

## 行政
勒维塞勒的邮政编码为50760，INSEE市镇编码为50633。

## 政治
勒维塞勒所属的省级选区为赛尔河谷县。

## 人口

1962-2008年间勒维塞勒人口变化图示

勒维塞勒于2022年1月1日时的人口数量为119人。